# 헝가리 두 개의 꼬리가 있는 강아지의 당
헝가리 두 개의 꼬리가 있는 강아지의 당(헝가리어: Magyar Kétfarkú Kutya Párt 머저르 케트퍼르쿠 쿠처 파르트[*], MKKP)는 헝가리의 정당이다. 부패한 정치인과 정당을 놀리겠다는 취지로 만들어졌다. MKKP는 거리 미술에서도 널리 활동하고 있다.
코바치 게르게이의 의견에 따라 MKKP의 목표는 선거를 국민들에게 재미있게 만들고 정치인들을 짜증스럽게 만드는 것으로 정해졌다.

## 같이 보기
- 장난 정당